# Rodolfo Ávila
Rodolfo Ávila (Lisboa, 19 de fevereiro de 1987) é um automobilista macaense.

## Biografia
Rodolfo Freitas Silvério de Abreu Ávila nasceu em Lisboa no dia 19 de Fevereiro de 1987, tendo vivido em Portugal até aos três anos de idade. No verão de 1990, toda a família foi para Macau, sul da China e ali fixaram residência.
Desde muito novo Rodolfo Ávila sempre demonstrou um enorme fascínio pelos carros e motas de corrida que participavam no Circuito da Guia do mítico Grande Prémio de Macau e que, na companhia do pai, não perdiam um só momento todos os anos.
Aos seis anos de idade sentou-se pela primeira vez num kart de aluguer e desfrutou efusivamente os seus iniciais 15 minutos num veículo motorizado ao longo de uns escassos arruamentos existentes em Macau numa zona ainda não habitada que, provisoriamente, serviam de circuito improvisado.
Passou a "brincar" às corridas de Kart aos fins de semana com a irmã Mafalda e o pai, que sempre os entusiasmou bastante, mas que impunha como condição o eficaz aproveitamento escolar.
Nas corridas "a sério" o Rodolfo Ávila sempre teve como ídolo o piloto local André Couto, desde a altura em que este corria e ganhava nos Karts, até que se tornou piloto profissional a fazer os campeonatos de monologares e turismo na Europa.
Já mais crescido continuou a acompanhar a carreira do André e a torcer por ele sempre que corria no Grande Prémio de Macau.

## Karting
Aos 14 anos o pai comprou-lhe o primeiro Kart e passou a integrar a "Escola de Karting de Macau", propriedade do piloto Alberto Sin, tornando-se seu aluno e cumprindo um rigoroso programa de treinos diários com vista à participação no Campeonato de Kartings de Macau do ano seguinte.
Com os estudos sempre em primeiro lugar, o Rodolfo entrou e venceu, no seu primeiro ano de competição, o referido campeonato na categoria Intercontinental A – Grupo B, vencendo 6 das 8 provas realizadas, tendo sido considerado o piloto revelação de 2002 pela crítica desportiva.
Tudo se ficou a dever ao seu treinador Alberto Sin, homem e piloto com invulgares capacidades de dedicação e muita sabedoria.

## Fórmula Renault
Ainda com 15 anos e devido à sua brilhante prestação nos Karts, a Comissão Organizadora do Grande Prémio de Macau e o Automóvel Clube de Macau – China, convidaram-no para participar no 49º Grande Prémio realizado em 2002, tendo-lhe proporcionado um programa de treinos com a equipa FRD – Formula Racing Development, no circuito internacional de Zhuhai – República Popular da China.
Ali, completou os 3 dias do Racing School guiando um Formula Campus e iniciou a sua preparação para a corrida de Macau, ao volante de um Formula Renault 2000, carro com que iria correr duas semanas mais tarde.
A sua participação no 49º Grande Prémio de Macau foi o seu primeiro contacto na alta competição, tendo sido atraiçoado pela intensa chuva que se abateu sobre o circuito, concluindo 8 das 10 voltas da corrida, altura em que ocupava o 10 lugar e se preparava para ultrapassar outro concorrente, o que para um jovem de 15 anos de idade, com muito pouca experiência, foi um excelente desempenho, chegando mesmo a superar as expectativas dos seus promotores.
No entanto o Rodolfo ficará na história do Grande Prémio de Macau, pois foi o piloto mais novo que alguma vez participou neste evento que conta já com meio século de existência ininterrupta.
Aos 16 anos, sempre continuando os seus estudos, o Rodolfo Ávila participou nos Campeonatos Chinês e Asiático de Fórmula Renault 2000, sob o comando directo do instrutor francês Philippe Descombes. Os bons resultados sucederam-se, culminando com a vitória do Rodolfo em ambos os campeonatos, logo no seu ano de estreia.
Na cerimónia de entrega dos troféus, constituiu uma enorme honra para o Rodolfo, receber a taça das mãos de S. Ex.ª o Chefe do Executivo da RAEM, Dr. Edmund Ho.
Em 2004 o Rodolfo participou pela Asia Racing Team, nos Campeonatos Asiático e da China de Fórmula Renault, alcançando o segundo lugar no Campeonato Asiático.

## Campeonato Britânico de Fórmula 3
Numa opção estratégica, Rodolfo estreou-se no Campeonato Britânico de Fórmula 3, correndo no Grande Prémio de Macau ao volante de um Dallara Mügen-Honda da equipa britânica Carlin Motorsport.
O ano de 2005 começou, para Rodolfo, da melhor maneira, ao ter sido agraciado pelo Chefe do Executivo da RAEM com o título honorífico de valor, uma honra e um incentivo sempre presente no seu espírito.
No plano desportivo a época de 2005 foi dedicada ao Campeonato Asiático de Fórmula 3 e teve duas fases: num momento inicial a experiência foi negativa e levou o Rodolfo a mudar de equipa. Mas a partir do momento em que assinou pela equipa Christian Jones Motorsport, os resultados obtidos ao volante do Dallara 301 foram significativamente melhores. Rodolfo acabou o Campeonato em 5.º lugar (melhor estreante) e obteve mesmo três presenças no pódio, duas delas no último evento, realizado em Batangas, Filipinas.
Como nos anos anteriores, a presença no Grande Prémio de Macau, na Taça Intercontinental de Fórmula 3 foi, para o Rodolfo Ávila, o objectivo mais ambicionado do ano. Com a colaboração da equipa austríaca HBR Motorsport, a participação do Rodolfo foi coroada de êxito: concluiu a prova sem acidentes, em 16.º lugar entre 30 pilotos e – para os registos – fez a volta mais rápida entre os pilotos de Macau.
Noutro plano, Rodolfo teve a honra de ser designado Embaixador da Associação de Reabilitação de Toxicodependentes de Macau, contribuindo para o combate contra o terrível flagelo social que é a droga.
Em 2006, Rodolfo sobe a fasquia mais uma vez: levando as cores de Macau para a Europa e integrado na Performance Racing Europe AB, vai competir no Campeonato Britânico de Fórmula 3 (National Class), tripulando um Dallara F304, com motor Mügen-Honda preparado pela famosa Neil Brown Engineering. Isto, sem esquecer os planos para o Grande Prémio de Macau, em Novembro.

## International Formula Master
Depois de uma época com alguns sobressaltos por terras de Sua Majestade, Rodolfo tinha planos para continuar no Campeonato Britânico de Fórmula 3 com a Performance Racing, tendo mesmo efectuado toda a pré-época e a corrida de abertura em Oulton Park, aonde foi posto duas vezes fora de pista. Contudo, a equipa anglo-sueca não se mostrou à altura do desafio e Rodolfo mudou de ares, decidindo disputar a recém-nascida International Formula Master (IFM). Mesmo tendo ajudado a Cram Competition a conquistar o título de equipas, vários problemas técnicos e infortúnios apenas permitiram que o melhor resultado da temporada fosse um 4º lugar em Anderstorp (Suécia).

## Asian GT & Taça Porsche Carrera Ásia
2008 foi o ano de regresso à Ásia para um novo desafio na sua carreira. Aos 21 anos Rodolfo conduziu com sucesso o Ferrari 360 Modena GT da Mastercar ao título do campeonato Asia SuperCar Challenge (ASCC). Embora o Ferrari de seis anos de idade não fosse o mais competitivo carro do pelotão, a consistência e rapidez de Rodolfo foram decisivas para este resultado glorioso para a RAEM.
A recém nascida Taça de Macau de GT atraiu os melhores pilotos de GT na Ásia para uma finalíssima no Grande Prémio de Macau. Rodolfo era um dos candidatos à vitória e a Mastercar trouxe um Ferrari 430 GT (versão campeonato Grand-Am) ao Circuito da Guia. Contudo, o Cavallino Rampante nunca mostrou a sua competitividade e Rodolfo foi apenas quarto classificado na qualificação para depois desistir com um problema de travões quando lutava por um lugar no pódio. Ainda em 2008 Rodolfo participou no Pan Delta Festival de Primavera no Circuito Internacional de Zhuhai obtendo um segundo lugar à geral com Ferrari 360 Modena Challenge da FRD Sports.
Sem nada mais a provar nas corridas de GT na Ásia, em 2009, Rodolfo participou na mais exigente competição asiática da actualidade, a Taça Porsche Carrera Ásia. Na sua temporada de estreia, representando novamente a equipa macaense Asia Racing Team, o piloto da RAEM conquistou a "Pole-Position" na primeira corrida, venceu por duas corridas (Zhuhai e Sentul) e subiu por sete vezes ao pódio, terminando o campeonato no 4.º lugar (melhor estreante).
Em 2010, Rodolfo foi convidado a repetir a Taça Porsche Carrera Ásia, ocupando o lugar de piloto titular do Team Jebsen, a equipa oficial dos concessionários Porsche em Hong Kong e Macau. Numa época em que somou dois pódios, Ávila finalizou em quarto lugar. Ávila e o Team Jebsen também participaram na Taça GT Macau da 57a edição do Grande Prémio de Macau. Um acidente no treino de qualificação, que danificou irremediavelmente o Porsche 997 GT3 Cup M da equipa de Hong Kong, impediu que Ávila, que tinha efectuado o quinto melhor tempo, tomasse parte da corrida de domingo.
Em 2011, a Team Jebsen esteve novamente na corrida pelo título do troféu monomarca do prestigiado construtor de automóvel alemão na Ásia com o piloto de Macau.
Em 2012 Avila regressou à Taça Porsche Carrera Ásia, uma vez mais para conduzir o carro inscrito pelo Team Jebsen. Em 11 corridas, realizadas em seis diferentes eventos, Avila coleccionou cinco pódios entre o mais competitivo plantel alguma vez reunido pela competição na Ásia. Ávila também alinhou na 59ª edição do Grande Prémio de Macau com um Porsche 911 GT3 Cup. Problemas de motor atormentaram a participação que se saldou num 24º lugar na Taça GT Macau. No final do ano Ávila ainda participou nos 500 Km de Zhuhai, aos comandos de um Radical SR8, com Vignesa Moorthy e Philippe Descombes. O piloto de Macau fez a “pole-position”, a melhor volta e liderou a corrida, mas o Radical preparado pela Asia Racing Team acabou por abandonar com um problema de alternador.

## CTCC & TCR
Rodolfo Ávila estreou-se nas competições de carros de Turismo em 2015 no TCR Asia Series. Aos comandos de um SEAT León TCR da equipa Asia Racing Team, o piloto da RAEM disputou apenas as provas de Sepang, vencendo a primeira corrida, e do Grande Prémio de Macau, o que foi suficiente para se sagrar vice-campeão. Em 2016, Rodolfo Ávila tornou-se o primeiro piloto português a competir no Campeonato da China de Carros de Turismo (CTCC), ao alinhar na prova do campeonato disputado no Circuito Internacional de Zhuhai com um Volkswagen Lamando da SVW333 Racing.
O piloto luso juntou-se a tempo inteiro à SVW333 Racing no ano seguinte, permanecendo na equipa até ao ano 2020, tendo obtido como melhor resultado o vice-campeonato em 2017.
A partir de 2020, o piloto de Macau passou também a conduzir para a MG XPower Team, a equipa oficial da marca MG nas competições TCR. Neste seu regresso à categoria, Rodolfo Ávila sagrou-se vice-campeão do TCR China.
Em 2021, Rodolfo Ávila sagrou-se mesmo Campeão do Campeonato TCR China, com uma vitória decisiva na última corrida da temporada no circuito de Tianma, em Zangai. Este foi primeiro título conquistado pela MG em provas de automobilismo na China e o quarto título no automobilismo do piloto nascido em Portugal mas que corre com a licença desportiva de Macau.
Em 2022, a MG XPower Racing estreou o novo MG5 XPower TCR. Com duas vitórias, uma em Zhuhzou, a primeira do novo carro, e outra em Zhejiang, Rodolfo Ávila terminou na 4ª posição do TCR Asia Series. A MG XPower Racing ficou no segundo posto na classificação de construtores, apenas atrás da equipa oficial da Lynk & Co.